# We Come to the River

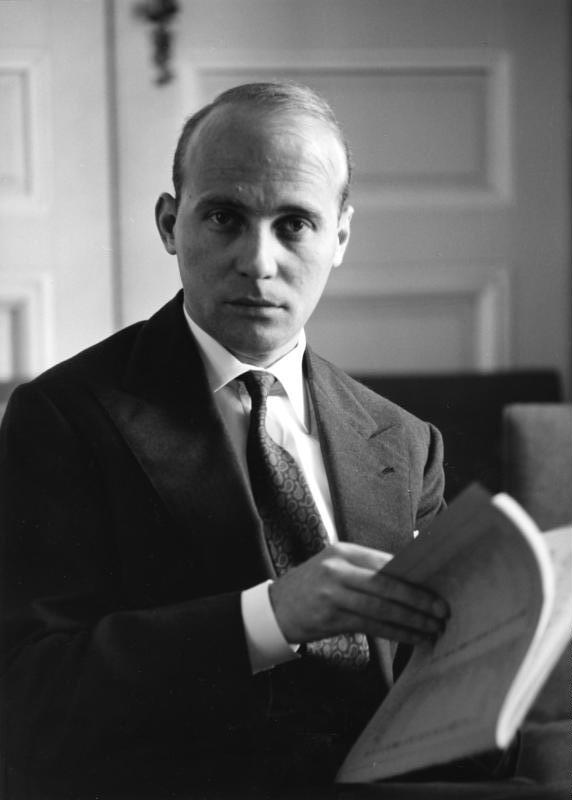
Hans Werner Henze

We Come to the River (Tyska: Wir erreichen den Fluss) är en opera i två akter och 11 scener med musik av Hans Werner Henze och libretto av Edward Bond. Verket uruppfördes 12 juli 1976 på Royal Opera House, Covent Garden, i London.

## Historia
Henze och Bond described beskrev verket som "Actions for music" snarare än en opera. Det var Henzes sjunde opera och fokuserar på krigets fasor. Operan hade premiär på Royal Opera House i London den 12 juli 1976 med Henze som producent, Jürgen Henze som regissör och David Atherton som dirigent. Den sattes sedan upp på Deutsche Oper Berlin och på Santa Fe Opera 1984 dirigerad av Dennis Russell Davies.
Operan är känd för sin komplexa iscensättning, inklusive en stor besättning på 111 roller gestaltade av över 50 sångare, med dubblering av roller och tre separata instrumentensembler, däribland en slagverkare som framträder bland sångarna på scenen. Musikforskaren Robert Hatten har noterat blandningen av musikstilar som Henze anammat, vilka spänner från 'atonal till neoklassisk tonal'. Även om kriget som ämne vanligtvis indikerar en realistisk behandling så kräver Henze tre separata scener och avråder producenter från realism i kostymering. Kejsarens roll är skriven för en mezzosopran – den abstrakta Kejsaren förkroppsligar ondskan. Användningen av typiskt romantiska koloraturer för rollen Rachel är ett annat råd att fjärma en karaktär från realism till abstraktion – i detta fallet den insmickranade Rachel. Trots de enorma resurser verket kräver så bad Henze om den yttersta enkelhet i framförandet.

## Om operan
We Come to the River fordrar en ytterst komplicerad scenapparat eftersom handlingen utspelar sig samtidigt på tre simultanscener. Den ena utgör ett reflektionsplan, på den andra utspelas de samhälleliga skeendena och på den tredje berättas generalens historia. Denna sceniska uppdelning motsvaras av en uppdelning på tre orkestrar med helt olika instrumentbesättning. Den komplexa scenhandlingen finner stöd i musikens klara uppbyggnad, där Henze använder sig av populärsånger, visor, arior eller madrigaler och där hymner uppträder jämsides med charleston och gavott, som ibland används parodiskt, som till exempel koloraturarian som en symbol för falsk gemytlighet eller valsen som ackompanjerar arkebuseringen. Henze gör också subtilt bruk av en tolvtonsserie, som antar sin fullständiga form först när generalens öde beseglats. Tonsättaren har här åstadkommit ett viktigt och modernt verk, där budskapet om att vi alla på en och samma gång är såväl gärningsmän som offer omedelbart går fram. Trots de enorma sceniska kraven blev operan föremål för flera framgångsrika uppsättningar.

## Personer
| Roller                     | Röstläge    | Premiärbesättning 12 juli 1976 (Dirigent: David Atherton) London Sinfonietta och Royal Opera House orchestra |
| -------------------------- | ----------- | --- |
| En ung kvinna              | sopran      | Josephine Barstow                                                                                            |
| Den andra soldatens hustru | sopran      | Felicity Lott                                                                                                |
| Rachel                     | sopran      | Deborah Cook                                                                                                 |
| May                        | sopran      | Valerie Masterson                                                                                            |
| Kejsaren                   | mezzosopran | Josephine Veasey                                                                                             |
| Generalen                  | baritone    | Norman Welsby                                                                                                |
| Förste soldaten            | tenor       | Francis Egerton                                                                                              |
| Andre soldaten             | tenor       | Gerald English                                                                                               |
| Tredje soldaten            | tenor       | Alan Watt |
| Fjärde soldaten            | tenor       | Malcolm King                                                                                                 |
| Femte soldaten             | tenor       | Alexander Oliver                                                                                             |
| Sjätte soldaten            | tenor       | John Lanigan                                                                                                 |
| Sjunde soldaten            | bass        | Richard Angas                                                                                                |
| Åttonde soldaten           | bass        | Dennis Wicks                                                                                                 |
| En gammal kvinna           | mezzosopran | Yvonne Kenny                                                                                                 |
| Dessertören                | tenor       | Robert Tear                                                                                                  |
| NCO                        | baryton     | Bryan Drake                                                                                                  |
| Guvernören                 | baryton     | Raimund Herincx                                                                                              |
| Läkaren                    | bas         | Michael Langdon                                                                                              |
| Adjutanten                 | bas         | Paul Hudson                                                                                                  |
| Major Hillcourt            | stum roll   | Kenton Moore                                                                                                 |
| Gentleman / Offer          | tenor       | Arthur Davies                                                                                                |

## Handling
Ett imaginärt imperium, obestämd nutid.
Akt I

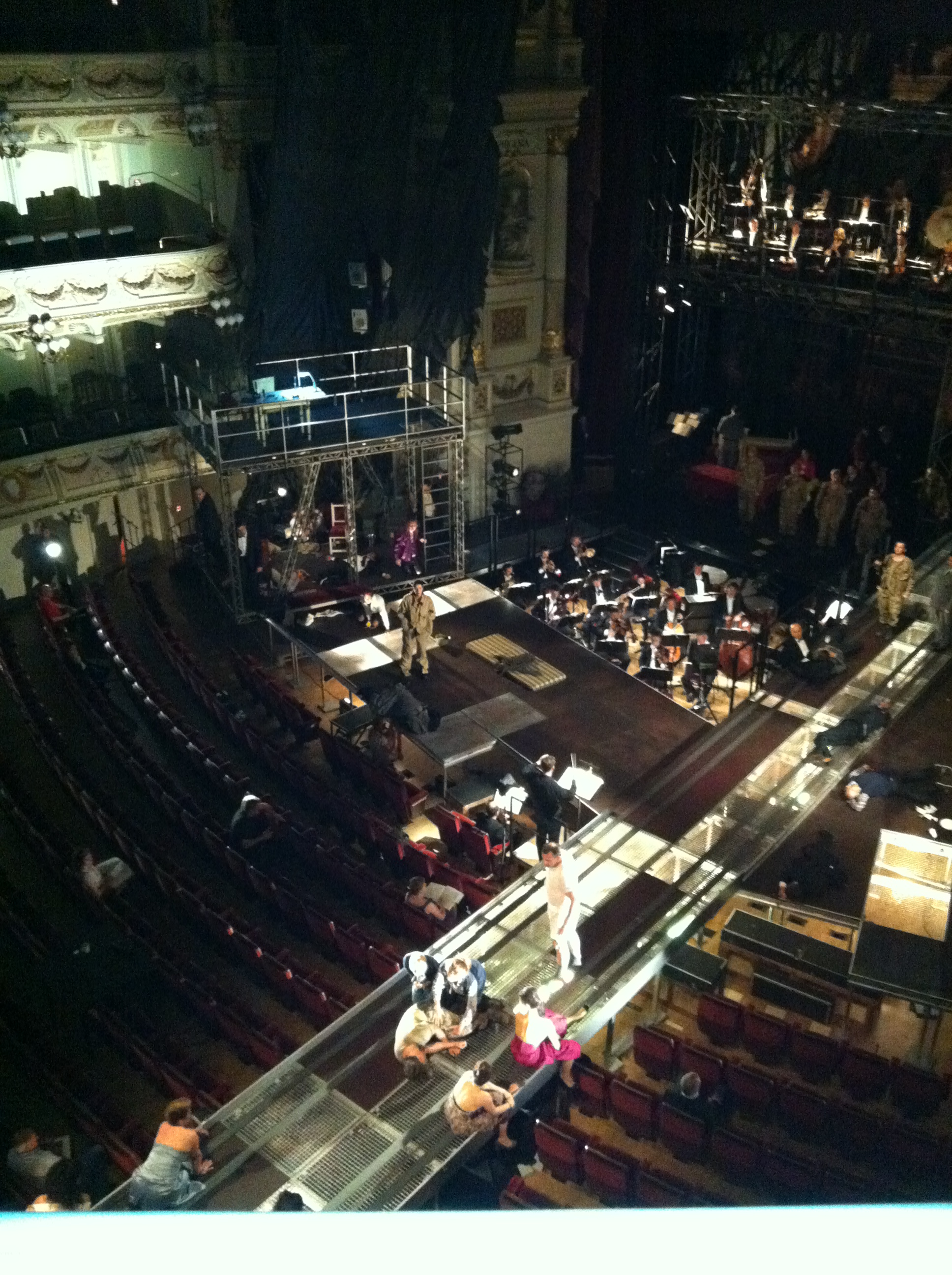
En iscensättning av We Come to the River på Semperoper i Dresden 2012.

- 1. Segern. Ett folkuppror har blivit blodigt nedslaget. Generalen dikterar segertelegrammet. Soldaterna dricker sig berusade medan en desertör väntar på sin dom.
- 2. Krigsrätten. Generalen dömer desertören till döden, utan att denne får en chans att försvara sig.
- 3. Den långa natten. En festmottagning för segrarna. I vaktrummet förklarar desertören för arkebuseringsplutonen varför han deserterade. Generalen får av sin läkare veta att han kommer att bli blind.
- 4. Slagfältet. I gryningen beger sig generalen ut till slagfältet och ser där för första gången allt det lidande som han har förorsakat. En ung och en gammal kvinna söker igenom de dödas kläder efter värdeföremål. Den unga kvinnan hoppas på att finna sin make, men i samma stund skjuts denne: Det är han som är desertören.
- 5. Fängelsedirektören. Den nye fängelsedirektören hyllas med en militärparad. Generalen är själsligt helt frånvarande.
- 6. Likvideringen. Generalen återvänder till slagfältet, men grips av några officerare som har följt efter honom.
- 7. Vid floden. Den gripne generalen får se hur en gammal kvinna försöker fly över floden tillsammans med sitt barnbarn och hur soldaterna skjuter ned dem.

Akt II
- 8. Sinnessjukhuset. Generalen har spärrats in på ett sinnessjukhus. En soldat har lyckats ta sig in där och frågar generalen till råds om hur han skall kunna mörda fängelsedirektören. Även fängelsedirektören söker upp generalen. Imperier hotas av sönderfall, men generalen kan rädda det genom sin prestige. Generalen avböjer båda erbjudandena, han hör ännu inte till offren men inte längre till de mäktiga.
- 9. Attentatet. Soldaten skjuter fängelsedirektören. För detta får han och hans familj plikta med livet.
- 10. Kejsaren. Den unge kejsaren utger sig esoteriskt för att vara buddhismens fulländare, och befaller att generalen skall bländas.
- 11. Bländningen. Denna gör att generalen kan se - han skådar sina offer och känner med dem. Patienterna på sinnessjukhuset fruktar den blinde och kväver honom. Generalen når fram till floden: Han dör.